# Нижняя Коковка
 Нижняя Коковка  — опустевшая деревня в Пижанском муниципальном округе Кировской области.

## География
Расположена на расстоянии примерно 14 км по прямой на север от райцентра поселка Пижанка.

## История
Известна с 1686 года как починок Коковкинской с 2 дворами. В 1873 здесь (Коковской или Коковка нижняя) дворов 4 и жителей 59, в 1905 (Коковкин) 13 и 98, в 1926 (деревня Нижние Коковы или Коковка) 17 и 108, в 1950 (Коковка) 38 и 154, в 1989 2 жителя. Настоящее название утвердилось с 1978 года. До 2020 года входила в состав Обуховского сельского поселения до его упразднения.

## Население
Постоянное население не было учтено как в 2002 году, так и в 2010.